# Wotho
Wotho (en marshallès: Wōtto) és un atol de l'oceà Pacífic que forma un districte legislatiu de la cadena de Ralik de les Illes Marshall. Comprèn 13 illes i illots, té una superfície terrestre de tan sols 4,33 km² i envolta una llacuna amb una superfície de 94,92 km². La seva població era de 97 habitants el 2011.

## Història
El seu primer albirament registrat va ser per l'expedició espanyola de Miguel López de Legazpi el 12 de gener de 1565 i fou batejat com Las Hermanas. És probable que hagués estat visitat anteriorment, entre desembre de 1542 i gener de 1543, per l'expedició espanyola de Ruy López de Villalobos. Posteriorment, l'atol fou conegut també com a Illes Schantz després que Johan Eberhard von Schantz hi passés durant la seva circumnavegació del planeta amb el vaixell de la Marina Imperial Russa America el 1835.
L'atol va ser reclamat per l'Imperi Alemany, juntament amb la resta de les Illes Marshall, el 1884. Després de la Primera Guerra Mundial va quedar sota el domini de l'Imperi Japonès. Després de la Segona Guerra Mundial va quedar sota el control dels Estats Units. Forma part de les Illes Marshall des de la seva independència, el 1986.